# گوربوکی
گوربوکی (به لاتین: Gurbuki) یک منطقهٔ مسکونی در روسیه است که در شهرستان قره‌بودوخ‌کنتسکی واقع شده‌است.